# رئيس هيئة الأركان العامة للقوات المسلحة للاتحاد الروسي
قالب:Государственная должность
رئيس هيئة الأركان العامة للقوات المسلحة لروسيا ( NGSH القوات المسلحة لروسيا ) هو أعلى منصب عسكري في القوات المسلحة لروسيا. يشغل رئيس الأركان العامة أيضًا منصب النائب الأول لوزير الدفاع الروسي.
صلاحيات رئيس الأركان العامة:
- الإدارة العملياتية للقوات المسلحة.
- نقل القوات المسلحة إلى تنظيم وتكوين زمن الحرب وتنظيم استخدامها.
- تنسيق أنشطة السلطات التنفيذية الاتحادية التي تدير القوات الأخرى والتشكيلات العسكرية، لتنفيذ خطط بناء وتطوير القوات والتشكيلات العسكرية الأخرى.
- تنظيم عمليات تفتيش للجاهزية القتالية والتعبئة للقوات المسلحة، وكذلك السيطرة على حالة استعداد تعبئة القوات والتشكيلات والهيئات العسكرية الأخرى.
- تقديم مقترحات بشأن إبرام المعاهدات الدولية للاتحاد الروسي بشأن القضايا العسكرية.
- اعتماد اللوائح الخاصة بالوحدات المشمولة بهيكل هيئة الأركان العامة .
- تقديم اقتراح لوزير الدفاع في الاتحاد الروسي بشأن المناصب العسكرية لشغلها من قبل كبار الضباط في القوات المسلحة للنظر فيه.

يمارس رئيس الأركان العامة أيضًا سلطات أخرى وفقًا للقوانين الدستورية الاتحادية، والقوانين الاتحادية، وغيرها من الإجراءات القانونية التنظيمية للاتحاد الروسي، وأوامر وتوجيهات القائد الأعلى للقوات المسلحة للاتحاد الروسي ووزير الدفاع في الاتحاد الروسي.

## المؤسسات التعليمية
تخضع المؤسسات التعليمية العسكرية التالية لرئيس الأركان العامة للقوات المسلحة للاتحاد الروسي - النائب الأول لوزير الدفاع في الاتحاد الروسي:
- الأكاديمية العسكرية لهيئة الأركان العامة للقوات المسلحة لروسيا الاتحادية
- سميت الأكاديمية العسكرية للاتصالات على اسم المارشال في الاتحاد السوفيتي س. م. بوديوني
- الأكاديمية العسكرية للإشعاع والحماية الكيميائية والبيولوجية التي سميت على اسم المارشال من الاتحاد السوفيتي س. إلى. تيموشينكو
- سميت مدرسة كراسنودار العسكرية العليا على اسم الجنرال س. م. شتمينكو
- سميت مدرسة تيومين العليا لقيادة الهندسة العسكرية على اسم المشير للقوات الهندسية أ. و. بروشلياكوفا
- مدرسة Cherepovets العليا للهندسة العسكرية للإلكترونيات اللاسلكية
- سميت مدرسة موسكو العسكرية للموسيقى على اسم اللفتنانت جنرال ف. م. خليلوفا
- مدرسة كاديت لتقنيات تكنولوجيا المعلومات التابعة للأكاديمية العسكرية للاتصالات تحمل اسم المارشال في الاتحاد السوفيتي س. م. بوديوني [2]

## الروابط الخارجية
- واجبات وصلاحيات رئيس الأركان العامة